# Ranee Campen
Ranee Campen (tailandés: ราณี แคมเปน; apodo: Bella) es una actriz/anglo-tailandesa. Algunas notables actuaciones incluyen Porn Prom Onlaweng, Khun Chai Puttipat, y Plerng Chimplee series de televisión en el canal de Tailandia 3.

## Primeros años
Bella nació en 1989 (calendario budista 2532). De padre británico y madre tailandesa nombraron a su única hija, "Bella", por su bisabuela.

## Educación
Terminó la escuela media de Sarawithaya Scool. Y se graduó de la Universidad de Thammasat con un grado de llicenciatura de periodismo y comunicación social, y ahora persigue el grado de maestro en la misma universidad.

## Actuando carrera
Bella empezó su carrera cuando modelo en anuncios. Después de aproximadamente diez anuncios, fue contratada firmando entonces con Canal 3 (Tailandia) y devino actriz con Canal 3 desde entonces 2011. Bella consiguió su primera función principal y primer nombramiento en Porno Prom Onlaweng, en 2013, el cual está 5º entre todas las obras de horario de máxima audiencia mostradas en Canal 3 durante aquel año. Después con Khun Chai Puttipat fue una obra buscada frecuentemente en Google en Tailandia y 4ª en 2013 de horario de máxima audiencia. Además, debido a su vívido romance en la obra, Bella y Jirayu Tangsrisuk (James J) ganaron "Par de Fantasía del Año" en Kerd Premio 2.0. En el mismo año, Bella jugó su segunda función como una señora suave elegante en una obra histórica premiada, Look Tard..

## Filmografía

### Obras
| Año                   | Título tailandés                | Título inglés                  | Título chino                | Función           | Notas                                                        | Co-Estrellas                                                                                |
| --------------------- | ------------------------------- | ------------------------------ | --------------------------- | ----------------- | ------------------------------------------------------------ | ------------------------------------------------------------------------------------------- |
| 2011                  | รอยมาร/Roy Marn                 | Localiza del Diablo/no Me Casa | 恶魔的印记                  | Mayo              | Apoyando actriz                                              | Pakorn Chatborirak (Chico), Rasri Balenciaga (Margie)                                       |
| 2012                  | ตะวันยอดรัก/Tawan Yod Rak         | 艳阳爱恋                       | Viriya                      | Apoyando actriz   | Ekkaphong Jongkesakorn (Primero), Jacqueline Muench (Jackie) |                                                                                             |
| 2013                  | พรพรหมอลเวง/Porno Prom Onlaweng | Bendición caótica              | 蒙初之赐                    | TunYhong/Mayo     | Dirigiendo actriz                                            | Pakorn Chatborirak (Chico)                                                                  |
| 2013                  | คุณชายพุฒิภัทร/Khun Chai Puttipat   | Señor Puttipat                 | 名门绅士之珍爱妙方/妙手佳人 | Kongkaew          | Dirigiendo actriz                                            | Jirayu Tangsrisuk (James J)                                                                 |
| 2013                  | คุณชายรัชชานนท์/Khun Chai Rachanon | Señor Rachanon                 | 名门绅士之缘定芳林          | Kongkaew          | Aspecto de huésped                                           | Tanin Manoonsilp (Bomba), Natapohn Tameeruks (Taew), Jirayu Tangsrisuk (James J)            |
| 2013                  | คุณชายรณพีร์/Khun Chai Ronapee     | Señor Ronapee                  | 名门绅士之曼舞云霄/舞漾天涯 | Kongkaew          | Aspecto de huésped                                           | James Ma, Chalida Vijitvongthong (Menta C), Esther Supreeleela, Jirayu Tangsrisuk (James J) |
| 2013                  | ลูกทาส/Mirada Tard               | Niño de un Esclavo             | 奴隶之子                    | Mamtip            | Dirigiendo actriz                                            | Phupoom Phongpanu (Ken P), Sornram Teppitak (Num)                                           |
| 2014                  | เพลิงฉิมพลี/Plerng Chimplee        | Llama de Chimplee              | 炼狱火花/祭火               | Nuernang          | Dirigiendo actriz                                            | Atichart Chumnanon (Aum)                                                                    |
| 2014-2015             | ภพรัก/Phope Ruk                  | Dos Mundos de Amor             | 爱的世界                    | Naamrin/Naam      | Dirigiendo actriz                                            | Prin Suparat (Mark)                                                                         |
| 2016                  | ปดิวรัดา/Padiwaradda              | Mujer fiel y Amada             | 爱妻                        | Rin               | Dirigiendo actriz                                            | Jirayu Tangsrisuk (James J)                                                                 |
| 2016                  | วิมานเมขลา/Wimarn Mekkala        | Mekkala Castillo               | 麦卡拉的天堂/天国神女       | Mekkala           | Dirigiendo actriz                                            | Andrew Charlie Gregson                                                                      |
| 2017(viniendo pronto) | "PlerngBoon"                    | El Frenemie                    | Ninguno                     | TBA               | Dirigiendo actriz                                            | Natwat Kulrattanarak                                                                        |
| 2017(viniendo pronto) | "Bpoop Phaeh Saniwaat"          | Ninguno                        | TBA                         | Dirigiendo actriz | Tanwat Wattanaputi                                           |                                                                                             |

### Películas
| Año            | Título tailandés                                                 | Título inglés                        | Título chino                                      | Función | Notas           | Coestrellas                                                                  |
| -------------- | ---------------------------------------------------------------- | ------------------------------------ | ------------------------------------------------- | ------- | --------------- | ---------------------------------------------------------------------------- |
| 2012           | มึงกู เพื่อนกันจนวันตาย/Meung Gu O Meung Guu Paean Pistola Jon Wan Tai | Mi Amigo Cierto/Mi Amigo 'caja muero | 死党                                              | Rocío   | Apoyando actriz | Mario Maurer, Natcha Jantapan (Ratón), Monchanok Saengchaipiangpen (Mo) etc. |
| 2015(upcoming) | 国境之爱                                                         | Apoyando actriz                      | Ananda Everingham, Sukollawat Kanaros (Weir) etc. |         |                 |                                                                              |

## Premios
- Koo Kerd (Par de fantasía del Año) junto con Jirayu Tangsrisuk, Kerd Otorga 2013[11]
- Actriz más Popular premio en 12.º Kom Chad Luek Premios[12]